# GPRS Core Network
GPRS Core Network — це централізована частина підсистеми GPRS, яка також забезпечує підтримку UMTS 3G мереж. GPRS Core Network є вбудованою частиною GSM Core network.
GPRS Core Network забезпечує управління мобільністю, управління сесіями і транспортні функції для інтернет-сервісів в GPRS і UMTS мережах. Крім цього, вона забезпечує підтримку додаткових функцій, таких як білінг і підтримку сервісів для спецслужб. Спочатку було запропоновано використовувати GPRS Core Network і в мережах TDMA (переважно в США), але на практиці більшість цих мереж було переведено в GSM і подібні введення не були потрібні.
Як і GSM, GPRS є відкритим стандартом 3GPP. Більшість патентів, необхідних для реалізації GPRS мережі, доступні за умовами RAND. Більшість стандартів, необхідних для реалізації GPRS, можна завантажити з вебсайту 3GPP.

## Контекст PDP
Контекст PDP (англ. packet data protocol, наприклад IP, X.25, FrameRelay) - це структура даних присутня як на SGSN (англ. serving GPRS support node) так і на GGSN (англ. gateway GPRS support node)  яка містить інформацію про сесію абонента, коли він має активні сесії.
Коли мобільний клієнт хоче використати GPRS, він спершу виконує приєднання (англ. attach) а тоді активує PDP context.

Це виділяє місце для структури даних PDP контексту в SGSN в якій зараз перебуває абонент та в GGSN яка обслуговує точку доступу абонента. До даних які зберігаються входить:
- IP-адреса абонента
- IMSI абонента
- Tunnel Endpoint ID (TEID) абонента на GGSN
- Tunnel Endpoint ID (TEID) абонента на SGSN